# 12500 Desngai
A 12500 Desngai (ideiglenes jelöléssel 1998 FB49) a Naprendszer kisbolygóövében található aszteroida. A LINEAR projekt keretében fedezték fel 1998. március 20-án.